# Mirificarma fasciata
Mirificarma fasciata is een vlinder uit de familie tastermotten (Gelechiidae). De wetenschappelijke naam is voor het eerst geldig gepubliceerd in 1984 door Pitkin.
De soort komt voor in Europa.